# آگوا آزول
آگوا آزول (به اسپانیایی: Cascadas de Agua Azul) یک آبشار در مکزیک است که در Tumbalá واقع شده‌است.